# Ternstroemia camelliaefolia
Ternstroemia camelliaefolia är en tvåhjärtbladig växtart som beskrevs av Jean Jules Linden och Planch. Ternstroemia camelliaefolia ingår i släktet Ternstroemia och familjen Pentaphylacaceae. Utöver nominatformen finns också underarten T. c. minor.